# 小羅漢 (烏克蘭)
49°56′19″N 36°29′26″E / 49.93861°N 36.49056°E
小羅漢（羅馬化：Mala Rohan）是位於烏克蘭東部的村莊，由哈爾科夫州哈爾科夫區的維利希夫卡市鎮負責管轄。該村距離羅漢2公里，始建於1657年，面積2.99平方公里，海拔高度128米，2001年人口2,603，人口密度每平方公里870.57人。